# Флаг Тувинской Народной Республики
За время существования Тувинской Народной Республики её флаг (тув. Тыва Арат Республиканың тугу) менялся несколько раз.

## История
| Флаг | Утверждён            | Отменен              | Комментарий |
| ---- | -------------------- | -------------------- | --- |
|      | 1921 год             | 1926 год             | Фактический флаг ТНР с буддийскими символами. |
|      | 24 ноября 1926 года  | 18 октября 1930 года | Первый официальный флаг ТНР. По бокам — название государства, написанной монгольским алфавитом.                                                    |
|      | 18 октября 1930 года | 2 июля 1935 года     | Новый флаг ТНР. Надпись монгольским шрифтом удалена, модифицирован герб.                                                                           |
|      | 2 июля 1935 года     | 25 июня 1941 года    | Флаг изменен в связи с аннексией ТНР части территории Монголии по инициативе СССР.                                                                 |
|      | 25 июня 1941 года    | 8 сентября 1943 года | Новый флаг по образцу флагов союзных республик СССР утверждён в связи с нападением Германии на СССР для выражения солидарности с Советским Союзом. |
|      | 8 сентября 1943 года | 11 октября 1944 года | Флаг учреждён в связи с переходом на кириллицу и позднее упразднен в связи с прекращением существования ТНР.                                       |